# Maximilián Ujtelky
Maximilián Ujtelky (* 20. April 1915 in Spišská Nová Ves; † 12. Dezember 1979 in Bratislava) war ein tschechoslowakischer Schachspieler.
Er spielte bei drei Schacholympiaden: 1954, 1960 und 1966. Außerdem nahm er zweimal an der Europäischen Mannschaftsmeisterschaft (1957 und 1961) teil.
Im Jahre 1961 wurde ihm der Titel Internationaler Meister (IM) verliehen.